# Stadion Miejski w Kyjovie
Stadion Miejski – wielofunkcyjny stadion w mieście Kyjov, w Czechach. Został wybudowany w latach 1952–1955. W 1995 roku został zmodernizowany; w roku 2000 położono tartanową bieżnię lekkoatletyczną. W 2008 roku tuż obok trybuny głównej oddano do użytku budynek mieszczący zaplecze dla pobliskiej hali koszykarskiej. Obiekt może pomieścić 7000 widzów. Swoje spotkania rozgrywają na nim piłkarze klubu FC Kyjov 1919. W 1999 roku stadion był jedną z aren Mistrzostw Europy U-16 (rozegrano na nim dwa spotkania fazy grupowej oraz jeden półfinał turnieju); w 2001 roku rozegrano na stadionie także dwa mecze fazy grupowej rozgrywek o Puchar Regionów UEFA.